# Florectisis
Florectisis is een geslacht van neteldieren uit de klasse van de Anthozoa (bloemdieren).

## Soort
- Florectisis rosetta Alderslade, 1998